# Ahveninen (sjö i Laukas, Mellersta Finland, 62,3 N, 26,29 Ö)
Ahveninen är en sjö i kommunen Laukas i landskapet Mellersta Finland i Finland. Sjön ligger 88 meter över havet. Den är 3,4 meter djup. Arean är 69 hektar och strandlinjen är 4,55 kilometer lång. Sjön  ingår i Kymmene älvs huvudavrinningsområde.   Den ligger omkring 28 kilometer öster om Jyväskylä och omkring 250 kilometer norr om Helsingfors. 